# Siegfried Buback

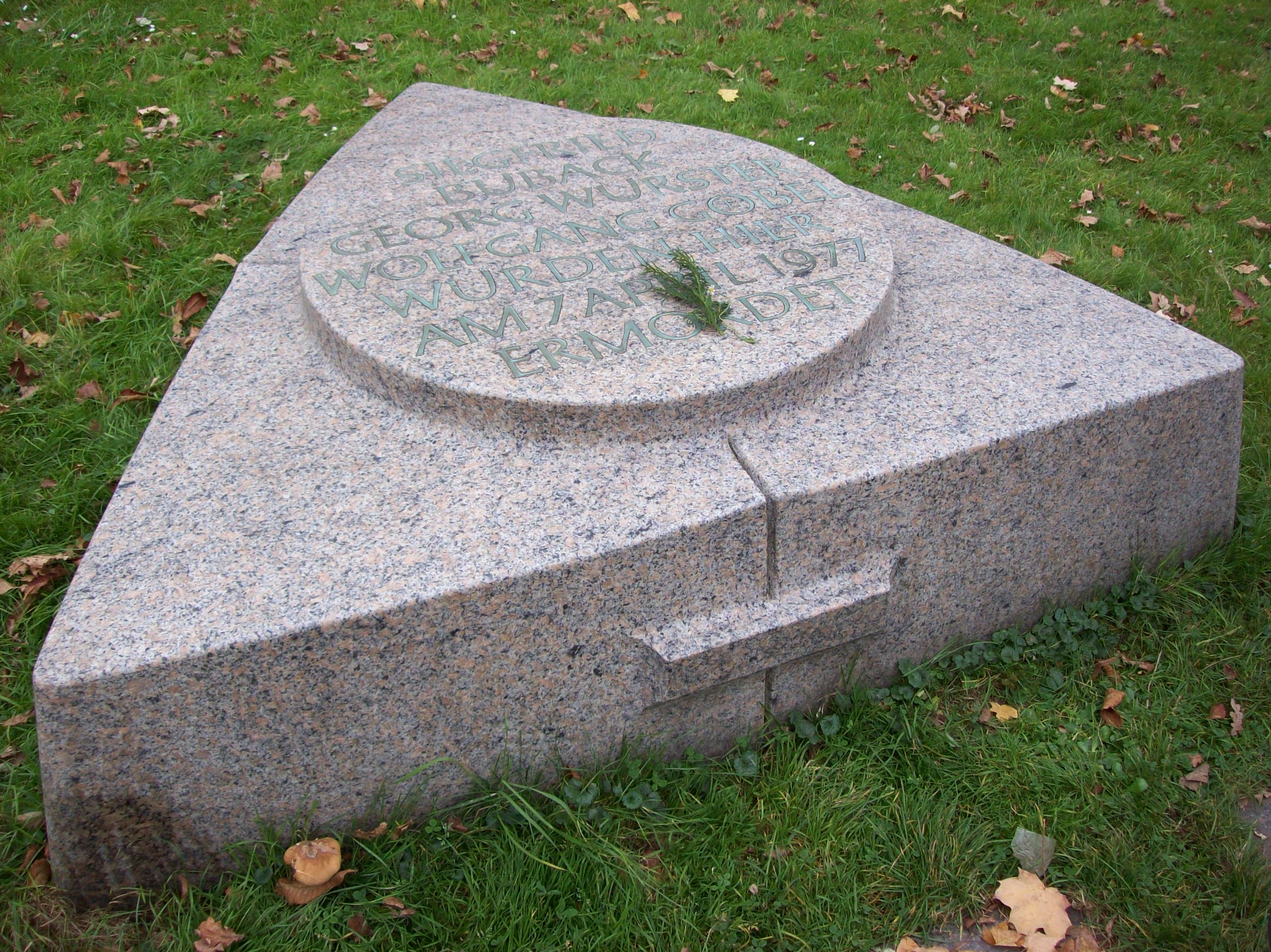
Minnessten över Siegfried Buback, Georg Wurster och Wolfgang Göbel på attentatsplatsen i Karlsruhe.

Siegfried Buback, född 3 januari 1920 i Wilsdruff, död 7 april 1977 i Karlsruhe, var en tysk jurist. Han var riksåklagare vid Bundesgerichtshof från 1974 till 1977.
I Bubacks arbete som riksåklagare ingick att beivra brott begångna av den tyska terroristorganisation Röda armé-fraktionen, som var aktiv vid denna tid. De såg Buback som ett "hot" mot sin urbana gerillakrigföring samt ansvarig för Holger Meins, Siegfried Hausners och Ulrike Meinhofs död. På morgonen den 7 april 1977 förövade man ett attentat mot Buback när denne färdades till sitt arbete. Han sköts ihjäl liksom hans medarbetare Georg Wurster (43) och hans chaufför Wolfgang Göbel (30). Attentatsplatsen var belägen i korsningen Linkenheimer Landstraße (nuvarande Willy-Brandt-Allee) och Moltkestraße.
Den före detta RAF-terroristen Peter-Jürgen Boock angav 2007 Stefan Wisniewski som Bubacks mördare.

## Populärkultur
Mordet på Siegfried Buback skildras i filmen Der Baader Meinhof Komplex från 2008. Buback gestaltas av Alexander Held.